# 2020 au Canada
Pour un article plus général, voir Chronologie du Canada.
Cet article traite des événements qui se sont produits durant l'année 2020 au Canada.

## Événements

### Janvier
- 18 janvier : Blizzard à Terre-Neuve-et-Labrador, l'aéroport international de Saint-Jean de Terre-Neuve enregistre un nouveau record d'accumulation de neige en une journée avec 76.2 centièmes (30 pieds)[1].
- 20 janvier (jusqu'au 5 mars) : Blocus autochtone anti-gazoduc en soutien au peuple Wet'suwet'en.
- 25 janvier : Premier cas de coronavirus au pays[2].

### Février
- 17 février : Dwight Ball, premier ministre de Terre-Neuve-et-Labrador, annonce sa démission[3].
- 21 au 25 février : La Troilus Gold Canada Cup 2020 à Toronto
- 24 février : Une attaque terroriste survient à Toronto faisant 1 mort et 2 blessés.
- 27 février : Le Québec détecte son premier cas de coronavirus[4].

### Mars
- 6 mars : Premier mort du coronavirus au pays[5]
- 7 mars : Annulation des Jeux d'hiver de l'Arctique qui devait avoir lieu à Whitehorse du 15 au 21 mars[6].
- 7 et 8 mars : Tournoi du Canada de rugby à sept du World Rugby Sevens Series 2019-2020 au BC Place Stadium à Vancouver.
- 11 mars : 
  - Suspension des activités de la NBA en raison de la pandémie de Covid-19.
  - Annulation du championnats du monde de patinage artistique qui devait avoir lieu à Montréal au Centre Bell du 16 au 22 mars[7].
- 12 mars : 
  - Suspension des activités de la LNH en raison de la pandémie de Covid-19.
  - Suspension des activités de la MLS en raison de la pandémie de Covid-19.
  - Annulation du championnats du monde de curling féminin qui devait avoir lieu à Prince George[8].
  - Annulation du championnats canadiens de ski qui devait avoir lieu à Vernon au Sovereign Lake Nordic Club du 25 mars au 2 avril[9].
  - Le Musée national d'Écosse rend deux crânes d'autochtones béothuks à la province de Terre-Neuve-et-Labrador[10].
- 13 mars : 
  - Le Québec déclare l'état d'urgence sanitaire.
  - La Ligue de hockey junior canadienne annule sa saison 2020 en raison de la pandémie de Covid-19.
- 17 mars : Report des prix du gouverneur général pour les arts du spectacle en raison de la pandémie de Covid-19[11].
- 18 mars : 
  - La Colombie-Britannique déclare l'état d'urgence sanitaire[12]
  - L'Ontario déclare l'état d'urgence sanitaire[13]
- 22 mars : La Nouvelle-Écosse déclare l'état d'urgence sanitaire[14]
- 23 mars : 
  - Les comités canadiens olympique et paralympique prennent la décision de ne pas aller aux Jeux olympiques d'été à Tokyo et demandent le report de l'événement.
  - Le Yukon détecte ses deux premiers cas de coronavirus[15].
  - Annulation du Festival international des médias de Banff[16]
  - Annulation de la 102e édition de la Coupe Memorial[17]
- 25 mars : Report du Repêchage d'entrée dans la LNH 2020 qui devait avoir lieu à Montréal les 26 et 27 juin[18].
- 27 mars : Le Yukon déclare l'état d'urgence sanitaire[19]

### Avril
- 3 avril : Annulation du Festival international de jazz de Montréal[20]
- 4 avril : 15e cérémonie des Prix de Musique Folk Canadienne en version numérique[21].
- 18 et 19 avril : une tuerie en Nouvelle-Écosse fait 23 morts[22], un record dépassant la Tuerie de l'École polytechnique de Montréal.
- 23 avril : annulation du Stampede de Calgary.
- 26 avril : inondation à Fort McMurray[23].
- 28 avril : Annulation du la coupe Hlinka-Gretzky qui devait avoir lieu à Edmonton et Red Deer du 3 au 8 août[24].

### Mai
- 20 mai : Le Collège du Yukon devient la première université accréditée dans le nord canadien[25].
- 22 au 31 mai : La Coupe Memorial 2020 au Prospera Place à Kelowna.
- 28 mai (jusqu'au 6 juin) : 27e édition Festival international canadien du documentaire Hot Docs en version numérique[26].

### Juin
- 1er juin : Manifestation à la mémoire de l'afro-américain George Floyd à Montréal[27].

### Juillet
- 8 au 20 juillet : Chasse à l'homme à Saint-Apollinaire
- 22 juillet : Les Eskimos d'Edmonton annoncent un changement de leur nom dans le cadre de la controverses sur la représentation des natifs américains dans le sport. Le nouveau nom sera choisi ultérieurement.
- 24 juillet : Annulation du Grand Prix automobile du Canada 2020[28]

### Août
- 3 août : Andrew Furey succède à Dwight Ball au poste de premier ministre de Terre-Neuve-et-Labrador et chef du Parti libéral de Terre-Neuve-et-Labrador[29].
- 6 août : Stephen McNeil, premier ministre de la Nouvelle-Écosse, annonce sa démission[30].
- 7 août : Une tornade EF3 fait 2 morts proche des villes de Virden et Scarth[31].
- 11 août (jusqu'au 28 septembre) : Séries éliminatoires de la Coupe Stanley 2020 au Scotiabank Arena à Toronto et au Rogers Place à Edmonton[32].
- 13 août (jusqu'au 19 septembre) : Première ligue canadienne 2020
- 17 août : Annulation de la Saison 2020 de la Ligue canadienne de football[33]
- 23 et 24 août : Course à la direction du Parti conservateur, Erin O'Toole devient le nouveau chef.

### Septembre
- 3 septembre : Annulation du Défi mondial junior A qui devait avoir lieu à Cornwall du 13 au 20 décembre[34].
- 10 au 21 septembre : 45e édition du festival international du film de Toronto en version numérique
- 14 septembre : Élections générales néo-brunswickoises, réélection de Blaine Higgs et du Parti progressiste-conservateur comme gouvernement majoritaire.
- 17 septembre : L'Alberta Premium est déclaré comme le meilleur whisky au monde[35].
- 22 septembre : La Gendarmerie royale du Canada révèle que 38 de ses corps policiers ont été impliqués dans la fuite de données BlueLeaks[36].
- 28 septembre : Décès de Joyce Echaquan à Saint-Charles-Borromée. La femme Atikamekw de Manawan devient le symbole du racisme anti-autochtone au Canada.

### Octobre
- 3 octobre : Course à la direction du Parti vert, Annamie Paul devient la nouvelle cheffe. Elle devient également la première personne noire et juive à devenir chef d'un parti fédéral.
- 24 octobre : Élections générales britanno-colombiennes , réélection de John Horgan et du Nouveau Parti démocratique comme gouvernement majoritaire.
- 26 octobre : Élections générales saskatchewanaises , réélection de Scott Moe et du Parti saskatchewanais comme gouvernement majoritaire.

### Novembre
- 2 novembre : Damien Allard, habitant de Carleton-sur-Mer, deviendra, si homologué, détenteur d'un Record Guinness homologué le 10 fevrier 2020 du plus gros navet au monde[37]

### Décembre
- 25 décembre (jusqu'au 5 janvier 2021) : Championnat du monde junior de hockey sur glace 2021 à Edmonton et Red Deer.

## À surveiller
- Championnat canadien de soccer 2020

## Décès en 2020
- 17 janvier : Thérèse Dion, personnalité publique
- 23 janvier : Jean-Noël Tremblay, homme politique
- 2 mars : René Coicou, homme politique
- 6 mars : Henri Richard, joueur de hockey
- 19 avril : Claude Lafortune, artiste
- 12 mai : Renée Claude, chanteuse[38]
- 17 mai : Monique Mercure, actrice
- 30 mai : Michel Gauthier, homme politique
- 6 juin : Andrée Champagne, actrice et femme politique
- 7 juin : Hubert Gagnon, acteur
- 14 août : Joe Norton, homme politique mohawk
- 4 septembre : Lucille Starr, chanteuse de folk et de country
- 12 septembre : Aline Chrétien, femme du premier ministre Jean Chrétien
- 19 septembre :
  - John Turner, avocat et homme d'État, premier ministre du Canada en 1984
  - Albert Langlois, joueur professionnel de hockey sur glace
- 21 septembre : Bob Nevin, joueur professionnel de hockey sur glace
- 23 septembre : Brenda Robertson, femme d'affaires et femme politique
- 26 septembre : Suzanne Tremblay, femme politique